# Список исторических поселений России
Перечень исторических городов России.
Первые 115 городов были определены в мае 1970 года. Список пересматривался в 1990, 2002, 2010 и 2023 годах.

## Список 2010 года
В 2010 году Министерство культуры РФ опубликовало приказ, в котором утверждён список поселений, получивших статус «исторические». По сравнению со списком 2002 года количество поселений в нём сокращено более чем в 10 раз — в списке остался всего 41 населённый пункт.
Перечень исторических поселений федерального значения:
1. г. Азов
2. г. Арзамас
3. г. Астрахань
4. г. Белозерск
5. г. Великий Устюг
6. г. Верхотурье
7. г. Владимир
8. г. Вольск
9. г. Выборг
10. г. Галич
11. г. Гороховец
12. г. Дербент
13. г. Елабуга
14. г. Елец
15. г. Енисейск
16. г. Зарайск
17. г. Иркутск
18. г. Касимов
19. г. Каргополь
20. г. Кинешма
21. г. Коломна
22. г. Кострома
23. с. Крапивна
24. г. Кяхта
25. г. Осташков
26. г. Плёс
27. г. Ростов
28. г. Санкт-Петербург
29. г. Смоленск
30. г. Сольвычегодск
31. ст. Старочеркасская
32. г. Суздаль
33. г. Таганрог
34. г. Томск
35. г. Торжок
36. г. Торопец
37. г. Тотьма
38. г. Тутаев
39. г. Чистополь
40. г. Шуя
41. г. Ярославль
По состоянию на 2020 год, в список было добавлено ещё четыре города — Белёв, Боровск, Севастополь и Старая Русса, общее число достигло 45 населённых пунктов.
В этот перечень включены города, основанные даже в XVIII веке, но не вошли такие тысячелетние и другие значимые в плане истории города, как Москва, Великий Новгород, Псков, Владикавказ, Старая Ладога,  Великие Луки, Тверь, Муром, Углич, Переславль-Залесский, Рязань, Курск, Брянск, Белгород, Тула, Рыбинск, Рыльск, Волоколамск, Дмитров, Звенигород, Можайск, Вязьма, Дорогобуж, Рославль, Бежецк, Ржев, Мценск, Льгов, Михайлов, Козельск, Юрьевец, Трубчевск, Нижний Новгород, Вологда, Устюжна, Онега, Островной, Олонец, Сортавала, Казань, Свияжск, Болгар, Калининград.
Ряд населённых пунктов (в частности, Казань, Псков, Вологда), не получившие федерального статуса, впоследствии приобрели статус исторического поселения регионального значения.

## Список 2002 года
С 2002 года, согласно приложению к «Федеральной целевой программе „Сохранение и развитие архитектуры исторических городов (2002—2010 годы)“», в Российской Федерации насчитывалось 478 населённых пунктов, имеющих данный статус. Лидером среди субъектов была Московская область, в которой насчитывалось 22 исторических города.
Города разделяются на;
- Крупнейшие — население свыше 1 миллиона жителей — 2,5 % перечня (12 городов);
- Большие и крупные — население от 150 тысяч до 1 миллиона жителей — 17,3 % перечня (83 города);
- Средние — население от 50 до 150 тысяч жителей — 17,7 % перечня (84 города);
- Малые — население до 50 тысяч жителей — 51,7 % перечня (247 городов);
- Ныне не города — посёлки городского типа и сёла — без определения количества жителей — 10,8 % перечня (51 населённый пункт).

Вошедшие в перечень 2010 года выделены жирным. Крапивна и Старочеркасская в перечне 2002 года отсутствовали.

### Республика Адыгея
| Герб | Исторический город | Прежние названия | Классификация            | Год основания |
| ---- | ------------------ | ---------------- | ------------------------ | ------------- |
|      | Майкоп             | —                | Большие и крупные города | 1857          |

### Республика Алтай
| Герб | Исторический город | Прежние названия  | Классификация  | Год основания |
| ---- | ------------------ | ----------------- | -------------- | ------------- |
|      | Горно-Алтайск      | Улала, Ойрот-Тура | Средние города | 1830          |

### Республика Башкортостан
| Герб | Исторический город | Прежние названия   | Классификация            | Год основания |
| ---- | ------------------ | ------------------ | ------------------------ | ------------- |
|      | Белебей            | —                  | Средние города           | 1715          |
|      | Белорецк           | Белорет            | Средние города           | 1762          |
|      | Бирск              | село Архангельское | Малые города             | 1663          |
|      | Николо-Берёзовка   | Берёзовка          | Посёлки городского типа  | 1641          |
|      | Стерлитамак        | —                  | Большие и крупные города | 1766          |
|      | Уфа                | —                  | Крупнейшие города        | 1574          |

### Республика Бурятия
| Герб | Исторический город | Прежние названия | Классификация            | Год основания |
| ---- | ------------------ | ---------------- | ------------------------ | ------------- |
|      | Бабушкин           | Мысовск          | Малые города             | 1892          |
|      | Баргузин           | Баргузинск       | Сёла                     | 1648          |
|      | Кяхта              | Троицкосавск     | Малые города             | 1727          |
|      | Новоселенгинск     | Селенгинск       | Посёлки                  | 1665          |
|      | Улан-Удэ           | Верхнеудинск     | Большие и крупные города | 1666          |

### Республика Дагестан
| Герб      | Исторический город | Прежние названия | Классификация            | Год основания                                          |
| --------- | ------------------ | ---------------- | ------------------------ | ------------------------------------------------------ |
|           | Дербент            | —                | Средние города           | VIII век до н. э.                                      |
|           | Кизляр             | —                | Малые города             | 1735                                                   |
|           | Махачкала          | Порт-Петровск    | Большие и крупные города | 1844                                                   |
| Герба нет | Тарки              | —                | Посёлки городского типа  | Первое упоминание о городе Тарки относится к VIII веку |

### Кабардино-Балкарская Республика
| Герб | Исторический город | Прежние названия | Классификация            | Год основания |
| ---- | ------------------ | ---------------- | ------------------------ | ------------- |
|      | Баксан             | —                | Малые города             | 1891          |
|      | Майский            | —                | Малые города             | XIX век       |
|      | Нальчик            | —                | Большие и крупные города | 1724          |
|      | Прохладный         | —                | Средние города           | 1765          |
|      | Тырныауз           | —                | Малые города             | 1930-е        |

### Республика Калмыкия
| Герб | Исторический город | Прежние названия | Классификация  | Год основания |
| ---- | ------------------ | ---------------- | -------------- | ------------- |
|      | Элиста             | Степной          | Средние города | 1865          |

### Республика Карелия
| Герб | Исторический город | Прежние названия                            | Классификация            | Год основания |
| ---- | ------------------ | ------------------------------------------- | ------------------------ | ------------- |
|      | Кемь               | —                                           | Малые города             | XIV век       |
|      | Олонец             | —                                           | Малые города             | 1137          |
|      | Петрозаводск       | Шуйский завод, Петровский завод, Яанислинна | Большие и крупные города | 1703          |
|      | Пудож              | Пудога                                      | Малые города             | 1382          |
|      | Сортавала          | Сердоболь                                   | Малые города             | XII век       |

### Республика Коми
| Герб | Исторический город | Прежние названия | Классификация            | Год основания |
| ---- | ------------------ | ---------------- | ------------------------ | ------------- |
|      | Сыктывкар          | Усть-Сысольск    | Большие и крупные города | 1780          |

### Республика Марий Эл
| Герб | Исторический город | Прежние названия               | Классификация            | Год основания |
| ---- | ------------------ | ------------------------------ | ------------------------ | ------------- |
|      | Йошкар-Ола         | Царевококшайск, Краснококшайск | Большие и крупные города | 1584          |
|      | Козьмодемьянск     | —                              | Малые города             | 1583          |

### Республика Мордовия
| Герб | Исторический город | Прежние названия | Классификация            | Год основания |
| ---- | ------------------ | ---------------- | ------------------------ | ------------- |
|      | Ардатов            | —                | Малые города             | 1671          |
|      | Инсар              | —                | Малые города             | 1648          |
|      | Краснослободск     | Красная Слобода  | Малые города             | 1571          |
|      | Рузаевка           | —                | Средние города           | 1631          |
|      | Саранск            | —                | Большие и крупные города | 1641          |
|      | Темников           | —                | Малые города             | 1536          |

### Республика Саха (Якутия)
| Герб | Исторический город | Прежние названия                | Классификация            | Год основания |
| ---- | ------------------ | ------------------------------- | ------------------------ | ------------- |
|      | Вилюйск            | Оленск                          | Малые города             | 1634          |
|      | Олекминск          | —                               | Малые города             | 1635          |
|      | Среднеколымск      | —                               | Малые города             | 1644          |
|      | Якутск             | Ленский острог, Якутский острог | Большие и крупные города | 1632          |

### Республика Северная Осетия — Алания
| Герб | Исторический город | Прежние названия           | Классификация            | Год основания |
| ---- | ------------------ | -------------------------- | ------------------------ | ------------- |
|      | Алагир             | Салугардан, Горная станция | Малые города             | 1850          |
|      | Владикавказ        | Орджоникидзе, Дзауджикау   | Большие и крупные города | 1784          |
|      | Мизур              | -                          | Посёлки городского типа  | 1829          |
|      | Моздок             | —                          | Малые города             | 1759          |
|      | Садон              | -                          | Посёлки городского типа  | Нач. XIX в.   |

### Республика Татарстан
| Герб | Исторический город | Прежние названия | Классификация           | Год основания   |
| ---- | ------------------ | ---------------- | ----------------------- | --------------- |
|      | Бугульма           | —                | Средние города          | 1736            |
|      | Елабуга            | —                | Средние города          | нач. XI века    |
|      | Казань             | —                | Крупнейшие города       | 1005            |
|      | Лаишево            | —                | Малые города            | 1557            |
|      | Мамадыш            | —                | Малые города            | 1391            |
|      | Мензелинск         | —                | Малые города            | 1586            |
|      | Свияжск            | —                | Посёлки городского типа | 1551            |
|      | Тетюши             | —                | Малые города            | 1578            |
|      | Чистополь          | —                | Средние города          | нач. XVIII века |

### Республика Тыва
| Герб | Исторический город | Прежние названия       | Классификация  | Год основания |
| ---- | ------------------ | ---------------------- | -------------- | ------------- |
|      | Кызыл              | Белоцарск, Хем-Белдири | Средние города | 1914          |

### Удмуртская республика
| Герб | Исторический город | Прежние названия | Классификация            | Год основания |
| ---- | ------------------ | ---------------- | ------------------------ | ------------- |
|      | Воткинск           | —                | Средние города           | 1759          |
|      | Глазов             | —                | Средние города           | XVII век      |
|      | Ижевск             | Устинов          | Большие и крупные города | 1760          |
|      | Сарапул            | —                | Средние города           | 1596          |

### Чеченская Республика
| Герб | Исторический город | Прежние названия | Классификация            | Год основания |
| ---- | ------------------ | ---------------- | ------------------------ | ------------- |
|      | Грозный            | —                | Большие и крупные города | 1818          |

### Чувашская Республика
| Герб | Исторический город | Прежние названия | Классификация            | Год основания |
| ---- | ------------------ | ---------------- | ------------------------ | ------------- |
|      | Алатырь            | —                | Малые города             | 1552          |
|      | Мариинский Посад   | Сундырь          | Малые города             | 1620          |
|      | Цивильск           | —                | Малые города             | 1589          |
|      | Чебоксары          | —                | Большие и крупные города | 1469          |
|      | Ядрин              | —                | Малые города             | 1590          |

### Алтайский край
| Герб | Исторический город | Прежние названия | Классификация            | Год основания |
| ---- | ------------------ | ---------------- | ------------------------ | ------------- |
|      | Барнаул            | —                | Большие и крупные города | 1730-е        |
|      | Бийск              | —                | Большие и крупные города | 1709          |

### Забайкальский край
| Герб | Исторический город     | Прежние названия | Классификация            | Год основания |
| ---- | ---------------------- | ---------------- | ------------------------ | ------------- |
|      | Нерчинск               | —                | Малые города             | 1658          |
|      | Петровск-Забайкальский | Петровский Завод | Малые города             | 1789          |
|      | Сретенск               | —                | Малые города             | 1689          |
|      | Чита                   | —                | Большие и крупные города | 1653          |
|      | Шилка                  | —                | Малые города             | 1897          |

### Камчатский край
| Герб | Исторический город       | Прежние названия                             | Классификация            | Год основания |
| ---- | ------------------------ | -------------------------------------------- | ------------------------ | ------------- |
|      | Петропавловск-Камчатский | Петропавловская гавань, Петропавловский порт | Большие и крупные города | 1740          |

### Краснодарский край
| Герб | Исторический город | Прежние названия                    | Классификация            | Год основания |
| ---- | ------------------ | ----------------------------------- | ------------------------ | ------------- |
|      | Анапа              | Горгиппия, Мапа                     | Средние города           | 1781          |
|      | Армавир            | —                                   | Большие и крупные города | 1839          |
|      | Ейск               | —                                   | Средние города           | 1848          |
|      | Краснодар          | Екатеринодар                        | Большие и крупные города | 1793          |
|      | Сочи               | Александрия, Навагинское, Даховский | Большие и крупные города | 1838          |

### Красноярский край
| Герб | Исторический город | Прежние названия | Классификация            | Год основания              |
| ---- | ------------------ | ---------------- | ------------------------ | -------------------------- |
|      | Ачинск             | —                | Средние города           | 1683                       |
|      | Енисейск           | —                | Малые города             | 1619                       |
|      | Канск              | —                | Средние города           | 1628                       |
|      | Красноярск         | —                | Большие и крупные города | 1628                       |
|      | Минусинск          | —                | Средние города           | 1739                       |
|      | Шушенское          | —                | Посёлки городского типа  | первая половина XVIII века |

### Пермский край
| Герб | Исторический город | Прежние названия | Классификация           | Год основания |
| ---- | ------------------ | ---------------- | ----------------------- | ------------- |
|      | Добрянка           | —                | Малые города            | 1623          |
|      | Ильинский          | погост Обва      | Посёлки городского типа | —             |
|      | Кунгур             | —                | Средние города          | 1663          |
|      | Лысьва             | —                | Средние города          | 1785          |
|      | Ныроб              | —                | Посёлки городского типа | 1579          |
|      | Оса                | —                | Малые города            | 1591          |
|      | Оханск             | —                | Малые города            | 1547          |
|      | Очёр               | —                | Малые города            | 1759          |
|      | Павловский         | —                | Посёлки городского типа | —             |
|      | Полазна            | —                | Посёлки городского типа | 1624          |
|      | Пермь              | Молотов          | Крупнейшие города       | 1723          |
|      | Соликамск          | —                | Средние города          | 1430          |
|      | Суксун             | —                | Посёлки городского типа | 1651          |
|      | Усолье             | —                | Малые города            | 1606          |
|      | Чердынь            | —                | Малые города            | 1451          |
|      | Чёрмоз             | —                | Малые города            | 1701          |
|      | Кудымкар           | —                | Малые города            | 1579          |
|      | Пожва              | —                | Посёлки городского типа | —             |

### Приморский край
| Герб | Исторический город | Прежние названия                          | Классификация            | Год основания |
| ---- | ------------------ | ----------------------------------------- | ------------------------ | ------------- |
|      | Владивосток        | —                                         | Большие и крупные города | 1860          |
|      | Уссурийск          | Никольск, Никольск-Уссурийский, Ворошилов | Большие и крупные города | 1866          |

### Ставропольский край
| Герб | Исторический город | Прежние названия                   | Классификация            | Год основания |
| ---- | ------------------ | ---------------------------------- | ------------------------ | ------------- |
|      | Будённовск         | Святой Крест, Прикумск             | Средние города           | 1799          |
|      | Георгиевск         | —                                  | Средние города           | 1777          |
|      | Железноводск       | —                                  | Малые города             | 1842          |
|      | Кисловодск         | —                                  | Средние города           | 1803          |
|      | Пятигорск          | —                                  | Средние города           | 1780          |
|      | Ставрополь         | Ставрополь-Кавказский, Ворошиловск | Большие и крупные города | 1777          |

### Хабаровский край
| Герб | Исторический город   | Прежние названия | Классификация            | Год основания |
| ---- | -------------------- | ---------------- | ------------------------ | ------------- |
|      | Комсомольск-на-Амуре | село Пермское    | Большие и крупные города | 1932          |
|      | Николаевск-на-Амуре  | Николаевск       | Малые города             | 1850          |
|      | Охотск               | —                | Посёлки городского типа  | 1647          |
|      | Хабаровск            | Хабаровка        | Большие и крупные города | 1858          |

### Амурская область
| Герб | Исторический город | Прежние названия | Классификация            | Год основания |
| ---- | ------------------ | ---------------- | ------------------------ | ------------- |
|      | Благовещенск       | —                | Большие и крупные города | 1856          |

### Архангельская область
| Герб | Исторический город | Прежние названия                                                         | Классификация            | Год основания |
| ---- | ------------------ | ------------------------------------------------------------------------ | ------------------------ | ------------- |
|      | Архангельск        | Новохолмогоры                                                            | Большие и крупные города | 1584          |
|      | Каргополь          | —                                                                        | Малые города             | 1447          |
|      | Мезень             | Окладниковая Слобода                                                     | Малые города             | XVI век       |
|      | Онега              | Погост на море (?), Усть-Онега, Устьянская волость, Устье Онежское, Онег | Малые города             | 1137          |
|      | Сольвычегодск      | Усолье, Усольск, Соль-Вычегодская                                        | Малые города             | 1492          |
|      | Шенкурск           | Вага                                                                     | Малые города             | 1229          |

### Астраханская область
| Герб | Исторический город | Прежние названия | Классификация            | Год основания |
| ---- | ------------------ | ---------------- | ------------------------ | ------------- |
|      | Астрахань          | —                | Большие и крупные города | 1558          |

### Белгородская область
| Герб | Исторический город | Прежние названия            | Классификация            | Год основания |
| ---- | ------------------ | --------------------------- | ------------------------ | ------------- |
|      | Алексеевка         | —                           | Малые города             | 1685          |
|      | Белгород           | —                           | Большие и крупные города | 1593          |
|      | Бирюч              | Будённый, Красногвардейское | Малые города             | 1705          |
|      | Борисовка          | —                           | Посёлки городского типа  | 1695          |
|      | Валуйки            | —                           | Малые города             | 1593          |
|      | Грайворон          | —                           | Малые города             | 1678          |
|      | Ивня               | —                           | Посёлки городского типа  | 1762          |
|      | Короча             | —                           | Малые города             | 1638          |
|      | Новый Оскол        | —                           | Малые города             | 1637          |
|      | Ровеньки           | —                           | Посёлки городского типа  | XVII век      |
|      | Старый Оскол       | Оскол                       | Большие и крупные города | 1593          |
|      | Чернянка           | Ново-Ивановка               | Посёлки городского типа  | 1656          |

### Брянская область
| Герб | Исторический город | Прежние названия | Классификация            | Год основания |
| ---- | ------------------ | ---------------- | ------------------------ | ------------- |
|      | Брянск             | Дебрянск         | Большие и крупные города | 985           |
|      | Дятьково           | —                | Малые города             | 1626          |
|      | Карачев            | —                | Малые города             | 1146          |
|      | Клинцы             | —                | Средние города           | 1707          |
|      | Мглин              | —                | Малые города             | 1389          |
|      | Новозыбков         | —                | Малые города             | 1701          |
|      | Почеп              | —                | Малые города             | 1447          |
|      | Севск              | —                | Малые города             | 1146          |
|      | Стародуб           | —                | Малые города             | 1080          |
|      | Трубчевск          | —                | Малые города             | 975           |

### Владимирская область
| Герб | Исторический город | Прежние названия | Классификация            | Год основания   |
| ---- | ------------------ | ---------------- | ------------------------ | --------------- |
|      | Александров        | —                | Средние города           | сер. XIV века   |
|      | Боголюбово         | —                | Посёлки городского типа  | 1158            |
|      | Владимир           | —                | Большие и крупные города | 1108            |
|      | Вязники            | —                | Малые города             | 1585            |
|      | Гороховец          | —                | Малые города             | 1239            |
|      | Гусь-Хрустальный   | —                | Средние города           | 1756            |
|      | Киржач             | —                | Малые города             | XIV век         |
|      | Ковров             | —                | Большие и крупные города | XII век         |
|      | Меленки            | —                | Малые города             | нач. XVIII века |
|      | Мстёра             | —                | Посёлки городского типа  | 1628            |
|      | Муром              | —                | Средние города           | 862             |
|      | Покров             | —                | Малые города             | XVII век        |
|      | Ставрово           | —                | Посёлки городского типа  | 1515            |
|      | Судогда            | —                | Малые города             | 1529            |
|      | Суздаль            | —                | Малые города             | 1024            |
|      | Юрьев-Польский     | —                | Малые города             | 1152            |

### Волгоградская область
| Герб | Исторический город | Прежние названия    | Классификация            | Год основания |
| ---- | ------------------ | ------------------- | ------------------------ | ------------- |
|      | Волгоград          | Царицын, Сталинград | Большие и крупные города | 1589          |
|      | Дубовка            | —                   | Малые города             | 1732          |
|      | Камышин            | Дмитриевск          | Средние города           | 1668          |
|      | Ленинск            | Пришиб              | Малые города             | 1802          |
|      | Рудня              | Слобода Успенская   | Посёлки городского типа  | 1699          |
|      | Серафимович        | Усть-Медведицкая    | Малые города             | 1589          |
|      | Урюпинск           | Урюпинская          | Малые города             | 1618          |

### Вологодская область
| Герб | Исторический город | Прежние названия                                                  | Классификация            | Год основания |
| ---- | ------------------ | ----------------------------------------------------------------- | ------------------------ | ------------- |
|      | Белозерск          | Белоозеро                                                         | Малые города             | 862           |
|      | Великий Устюг      | —                                                                 | Малые города             | 1147          |
|      | Вологда            | —                                                                 | Большие и крупные города | 1147          |
|      | Вытегра            | —                                                                 | Малые города             | 1710          |
|      | Грязовец           | Грязовитский, Грязлевицы, Грязливицы, Грязовицы, Грязница, Грязцы | Малые города             | 1538          |
|      | Кириллов           | —                                                                 | Малые города             | 1397          |
|      | Никольск           | —                                                                 | Малые города             | 1780          |
|      | Тотьма             | —                                                                 | Малые города             | 1137          |
|      | Устюжна            | —                                                                 | Малые города             | 1252          |
|      | Череповец          | —                                                                 | Большие и крупные города | 1777          |

### Воронежская область
| Герб | Исторический город | Прежние названия | Классификация            | Год основания |
| ---- | ------------------ | ---------------- | ------------------------ | ------------- |
|      | Бобров             | —                | Малые города             | около 1697    |
|      | Богучар            | —                | Малые города             | 1704          |
|      | Борисоглебск       | Павловск         | Средние города           | 1698          |
|      | Воронеж            | —                | Большие и крупные города | 1585          |
|      | Новохопёрск        | Пристанской      | Малые города             | 1711          |
|      | Острогожск         | —                | Малые города             | 1652          |
|      | Павловск           | Осеред           | Малые города             | 1709          |

### Ивановская область
| Герб | Исторический город | Прежние названия   | Классификация            | Год основания |
| ---- | ------------------ | ------------------ | ------------------------ | ------------- |
|      | Вичуга             | —                  | Средние города           | 1925          |
|      | Гаврилов Посад     | —                  | Малые города             | 1434          |
|      | Иваново            | Иваново-Вознесенск | Большие и крупные города | 1871          |
|      | Кинешма            | —                  | Средние города           | 1429          |
|      | Кохма              | —                  | Малые города             | 1619          |
|      | Лежнево            | —                  | Посёлки городского типа  | 1239          |
|      | Лух                | —                  | Посёлки городского типа  | 1404          |
|      | Палех              | —                  | Посёлки городского типа  | XIII век      |
|      | Писцово            | —                  | Посёлки городского типа  | 1568          |
|      | Плёс               | —                  | Малые города             | XII век       |
|      | Пучеж              | —                  | Малые города             | 1594          |
|      | Тейково            | —                  | Малые города             | XVII век      |
|      | Фурманов           | Середа             | Малые города             | 1918          |
|      | Холуй              | —                  | Посёлки городского типа  | XVI век       |
|      | Шуя                | —                  | Средние города           | 1393          |
|      | Юрьевец            | —                  | Малые города             | 1225          |

### Иркутская область
| Герб | Исторический город | Прежние названия | Классификация            | Год основания |
| ---- | ------------------ | ---------------- | ------------------------ | ------------- |
|      | Иркутск            | —                | Большие и крупные города | 1661          |
|      | Киренск            | —                | Малые города             | 1630          |
|      | Нижнеудинск        | —                | Малые города             | 1648          |
|      | Усолье-Сибирское   | —                | Средние города           | 1669          |

### Калининградская область
| Герб | Исторический город | Прежние названия                | Классификация            | Год основания |
| ---- | ------------------ | ------------------------------- | ------------------------ | ------------- |
|      | Багратионовск      | Прейсиш-Эйлау                   | Малые города             | 1336          |
|      | Балтийск           | Пиллау                          | Малые города             | 1626          |
|      | Гусев              | Гумбиннен                       | Малые города             | 1724          |
|      | Зеленоградск       | Кранц                           | Малые города             | 1252          |
|      | Калининград        | Твангсте, Кёнигсберг, Королевец | Большие и крупные города | 1255          |
|      | Правдинск          | Фридланд                        | Малые города             | 1312          |
|      | Светлогорск        | Раушен                          | Малые города             | 1258          |
|      | Советск            | Тильзит                         | Малые города             | 1288          |
|      | Черняховск         | Инстербург                      | Малые города             | 1336          |

### Калужская область
| Герб | Исторический город | Прежние названия | Классификация            | Год основания |
| ---- | ------------------ | ---------------- | ------------------------ | ------------- |
|      | Боровск            | Боровеск         | Малые города             | 1358          |
|      | Калуга             | —                | Большие и крупные города | 1371          |
|      | Козельск           | —                | Малые города             | 1146          |
|      | Малоярославец      | —                | Малые города             | XIV век       |
|      | Медынь             | —                | Малые города             | 1386          |
|      | Мещовск            | —                | Малые города             | 1238          |
|      | Мосальск           | —                | Малые города             | 1231          |
|      | Таруса             | —                | Малые города             | 1246          |
|      | Юхнов              | —                | Малые города             | 1410          |
|      | Перемышль          | —                | Посёлки городского типа  | 1328          |

### Кемеровская область
| Герб | Исторический город | Прежние названия                               | Классификация            | Год основания |
| ---- | ------------------ | ---------------------------------------------- | ------------------------ | ------------- |
|      | Кемерово           | Щегловск                                       | Большие и крупные города | 1701          |
|      | Мариинск           | Кийское                                        | Малые города             | 1698          |
|      | Новокузнецк        | Кузнецк, Сад-город, Сталинск-Кузнецк, Сталинск | Большие и крупные города | 1618          |

### Кировская область
| Герб | Исторический город | Прежние названия | Классификация            | Год основания |
| ---- | ------------------ | ---------------- | ------------------------ | ------------- |
|      | Киров              | Хлынов, Вятка    | Большие и крупные города | 1181          |
|      | Белая Холуница     |                  | Малые города             | 1764          |
|      | Котельнич          | Кокшаров         | Малые города             | 1181          |
|      | Лальск             | —                | Посёлки городского типа  | 1570          |
|      | Малмыж             | —                | Малые города             | XV век        |
|      | Нолинск            | Молотовск        | Малые города             | 1668          |
|      | Орлов              | Халтурин         | Малые города             | 1181          |
|      | Слободской         | —                | Малые города             | XIII век      |
|      | Советск            | Кукарка          | Малые города             | 1594          |
|      | Уржум              | —                | Малые города             | 1584          |
|      | Яранск             | —                | Малые города             | 1584          |

### Костромская область
| Герб | Исторический город | Прежние названия | Классификация            | Год основания |
| ---- | ------------------ | ---------------- | ------------------------ | ------------- |
|      | Буй                | —                | Малые города             | 1536          |
|      | Галич              | —                | Малые города             | 1159          |
|      | Кологрив           | —                | Малые города             | XVII век      |
|      | Кострома           | —                | Большие и крупные города | 1152          |
|      | Красное-на-Волге   | Красное          | Посёлки городского типа  | 1569          |
|      | Макарьев           | Макарьев-на-Унже | Малые города             | 1439          |
|      | Нерехта            | —                | Малые города             | 1214          |
|      | Солигалич          | Соль-Галицкая    | Малые города             | 1335          |
|      | Судиславль         | —                | Посёлки городского типа  | 1360          |
|      | Сусанино           | Молвитино        | Посёлки городского типа  | XVI век       |
|      | Чухлома            | —                | Малые города             | 1381          |

### Курганская область
| Герб | Исторический город | Прежние названия                                    | Классификация            | Год основания |
| ---- | ------------------ | --------------------------------------------------- | ------------------------ | ------------- |
|      | Далматово          | —                                                   | Малые города             | 1651          |
|      | Курган             | Царёво Городище, Царёв Курган                       | Большие и крупные города | 1662          |
|      | Шадринск           | Шадрина заимка, Шадринская слобода, Малоархангельск | Средние города           | 1662          |

### Курская область
| Герб | Исторический город | Прежние названия            | Классификация            | Год основания |
| ---- | ------------------ | --------------------------- | ------------------------ | ------------- |
|      | Дмитриев           | Дмитриев, Дмитриев-на-Свапе | Малые города             | 1779          |
|      | Курск              | —                           | Большие и крупные города | 1032          |
|      | Льгов              | —                           | Малые города             | 1152          |
|      | Обоянь             | —                           | Малые города             | 1639          |
|      | Рыльск             | —                           | Малые города             | 1152          |
|      | Суджа              | —                           | Малые города             | XVII век      |
|      | Фатеж              | —                           | Малые города             | XVII век      |
|      | Щигры              | —                           | Малые города             | XVII век      |

### Ленинградская область
| Герб | Исторический город | Прежние названия                | Классификация  | Год основания |
| ---- | ------------------ | ------------------------------- | -------------- | ------------- |
|      | Выборг             | Виипури                         | Средние города | 1293          |
|      | Гатчина            | Троцк, Красногвардейск          | Средние города | 1499          |
|      | Ивангород          | Яанилинн                        | Малые города   | 1492          |
|      | Кингисепп          | Ям, Ямбург                      | Средние города | 1384          |
|      | Лодейное Поле      | —                               | Малые города   | 1702          |
|      | Луга               | —                               | Малые города   | 1777          |
|      | Новая Ладога       | —                               | Малые города   | 1704          |
|      | Приозерск          | Корела, Кексгольм, Кякисалми    | Малые города   | 1143          |
|      | Тихвин             | —                               | Средние города | 1383          |
|      | Шлиссельбург       | Орешек, Нотебург, Петрокрепость | Малые города   | 1323          |

### Липецкая область
| Герб | Исторический город | Прежние названия | Классификация            | Год основания |
| ---- | ------------------ | ---------------- | ------------------------ | ------------- |
|      | Елец               | —                | Средние города           | 1146          |
|      | Задонск            | —                | Малые города             | 1615          |
|      | Липецк             | —                | Большие и крупные города | 1703          |
|      | Лебедянь           | —                | Малые города             | 1605          |
|      | Усмань             | —                | Малые города             | 1645          |
|      | Чаплыгин           | Раненбург        | Малые города             | 1638          |

### Магаданская область
| Герб | Исторический город | Прежние названия | Классификация  | Год основания |
| ---- | ------------------ | ---------------- | -------------- | ------------- |
|      | Магадан            | —                | Средние города | 1929          |

### Московская область
| Герб | Исторический город | Прежние названия                        | Классификация            | Год основания |
| ---- | ------------------ | --------------------------------------- | ------------------------ | ------------- |
|      | Балашиха           | —                                       | Средние города           | 1830          |
|      | Бронницы           | —                                       | Малые города             | 1453          |
|      | Верея              | —                                       | Малые города             | 1371          |
|      | Волоколамск        | —                                       | Малые города             | 1135          |
|      | Дедовск            | —                                       | Малые города             | 1911          |
|      | Дмитров            | —                                       | Средние города           | 1154          |
|      | Егорьевск          | Высокое, Егорий-Высокий, Егорьев        | Средние города           | 1462          |
|      | Зарайск            | —                                       | Малые города             | XII век       |
|      | Звенигород         | —                                       | Малые города             | 1152          |
|      | Истра              | Рогожа, Воскресенск                     | Малые города             | 1341          |
|      | Кашира             | —                                       | Малые города             | 1356          |
|      | Клин               | —                                       | Средние города           | 1317          |
|      | Коломна            | —                                       | Большие и крупные города | 1177          |
|      | Можайск            | —                                       | Малые города             | 1231          |
|      | Ногинск            | Рогожа, Старый, Рогожский Ям, Богородск | Средние города           | 1389          |
|      | Озёры              | —                                       | Малые города             | 1578          |
|      | Орехово-Зуево      | —                                       | Средние города           | 1917          |
|      | Павловский Посад   | Павлово                                 | Средние города           | 1328          |
|      | Подольск           | —                                       | Большие и крупные города | 1781          |
|      | Руза               | —                                       | Малые города             | 1328          |
|      | Сергиев Посад      | Сергиев, Загорск                        | Средние города           | 1742          |
|      | Серпухов           | —                                       | Средние города           | 1339          |
|      | Чехов              | Лопасня, Чёрное Озеро                   | Средние города           | XVIII век     |

### Мурманская область
| Герб | Исторический город | Прежние названия   | Классификация            | Год основания |
| ---- | ------------------ | ------------------ | ------------------------ | ------------- |
|      | Мурманск           | Романов-на-Мурмане | Большие и крупные города | 1916          |

### Нижегородская область
| Герб | Исторический город | Прежние названия | Классификация            | Год основания |
| ---- | ------------------ | ---------------- | ------------------------ | ------------- |
|      | Арзамас            | —                | Средние города           | 1578          |
|      | Балахна            | —                | Средние города           | 1401          |
|      | Большое Мурашкино  | —                | Посёлки городского типа  | 1377          |
|      | Васильсурск        | —                | Посёлки городского типа  | 1523          |
|      | Ветлуга            | —                | Малые города             | 1636          |
|      | Выкса              | —                | Средние города           | 1767          |
|      | Горбатов           | —                | Малые города             | XVI век       |
|      | Городец            | —                | Малые города             | 1152          |
|      | Дзержинск          | —                | Большие и крупные города | 1920          |
|      | Лукоянов           | —                | Малые города             | XVI век       |
|      | Лысково            | —                | Малые города             | 1410          |
|      | Нижний Новгород    | Горький          | Крупнейшие города        | 1221          |
|      | Павлово            | —                | Средние города           | 1566          |
|      | Семёнов            | —                | Малые города             | 1644          |
|      | Сергач             | —                | Малые города             | 1649          |

### Новгородская область
| Герб | Исторический город | Прежние названия  | Классификация            | Год основания |
| ---- | ------------------ | ----------------- | ------------------------ | ------------- |
|      | Боровичи           | Боровицкий рядок  | Средние города           | XV век        |
|      | Валдай             | —                 | Малые города             | XV век        |
|      | Великий Новгород   | Новгород          | Большие и крупные города | 859           |
|      | Демянск            | —                 | Посёлки городского типа  | 1406          |
|      | Крестцы            | —                 | Посёлки городского типа  | 1393          |
|      | Кулотино           | —                 | Посёлки городского типа  | 1495          |
|      | Любытино           | Белое             | Посёлки городского типа  | 1495          |
|      | Сольцы             | —                 | Малые города             | 1390          |
|      | Старая Русса       | Руса, Старая Руса | Малые города             | 1167          |
|      | Холм               | —                 | Малые города             | 1144          |

### Новосибирская область
| Герб | Исторический город | Прежние названия | Классификация           | Год основания |
| ---- | ------------------ | ---------------- | ----------------------- | ------------- |
|      | Колывань           | Чаусский острог  | Посёлки городского типа | 1797          |
|      | Куйбышев           | Каинск           | Средние города          | 1722          |
|      | Новосибирск        | Новониколаевск   | Крупнейшие города       | 1893          |
|      | Сузун              | —                | Посёлки городского типа | 1765          |

### Омская область
| Герб | Исторический город | Прежние названия | Классификация     | Год основания |
| ---- | ------------------ | ---------------- | ----------------- | ------------- |
|      | Омск               | —                | Крупнейшие города | 1716          |
|      | Тара               | —                | Малые города      | 1594          |
|      | Тюкалинск          | —                | Малые города      | 1759          |

### Оренбургская область
| Герб | Исторический город | Прежние названия | Классификация            | Год основания |
| ---- | ------------------ | ---------------- | ------------------------ | ------------- |
|      | Бугуруслан         | —                | Средние города           | 1748          |
|      | Бузулук            | —                | Средние города           | 1736          |
|      | Оренбург           | Чкалов           | Большие и крупные города | 1743          |
|      | Орск               | —                | Большие и крупные города | 1735          |

### Орловская область
| Герб | Исторический город | Прежние названия     | Классификация            | Год основания |
| ---- | ------------------ | -------------------- | ------------------------ | ------------- |
|      | Болхов             | —                    | Малые города             | XIII век      |
|      | Дмитровск          | Дмитровск- Орловский | Малые города             | 1711          |
|      | Ливны              | —                    | Средние города           | 1177          |
|      | Малоархангельск    | —                    | Малые города             | XVII век      |
|      | Мценск             | —                    | Средние города           | 1146          |
|      | Новосиль           | —                    | Малые города             | 1155          |
|      | Орёл               | —                    | Большие и крупные города | 1566          |

### Пензенская область
| Герб | Исторический город | Прежние названия | Классификация            | Год основания |
| ---- | ------------------ | ---------------- | ------------------------ | ------------- |
|      | Белинский          | Чембар           | Малые города             | 1713          |
|      | Городище           | —                | Малые города             | 1681          |
|      | Кузнецк            | —                | Средние города           | 1699          |
|      | Мокшан             | —                | Посёлки городского типа  | 1566          |
|      | Нижний Ломов       | —                | Малые города             | 1636          |
|      | Пенза              | —                | Большие и крупные города | 1663          |
|      | Сердобск           | —                | Малые города             | 1699          |
|      | Спасск             | Беднодемьяновск  | Малые города             | XVII век      |

### Псковская область
| Герб | Исторический город | Прежние названия | Классификация            | Год основания |
| ---- | ------------------ | ---------------- | ------------------------ | ------------- |
|      | Гдов               | —                | Малые города             | XIV век       |
|      | Великие Луки       | Луки             | Средние города           | 1166          |
|      | Невель             | —                | Малые города             | 1503          |
|      | Новоржев           | —                | Малые города             | 1777          |
|      | Новосокольники     | —                | Малые города             | 1901          |
|      | Опочка             | —                | Малые города             | 1414          |
|      | Остров             | —                | Малые города             | 1342          |
|      | Печоры             | —                | Малые города             | 1473          |
|      | Порхов             | —                | Малые города             | 1239          |
|      | Псков              | Плесков          | Большие и крупные города | 903           |
|      | Пушкинские Горы    | Святые Горы      | Посёлки городского типа  | XVI век       |
|      | Себеж              | —                | Малые города             | 1414          |

### Ростовская область
| Герб | Исторический город | Прежние названия          | Классификация            | Год основания |
| ---- | ------------------ | ------------------------- | ------------------------ | ------------- |
|      | Азов               | —                         | Средние города           | 1067          |
|      | Гигант             | —                         | Посёлки городского типа  | 1928          |
|      | Новочеркасск       | —                         | Большие и крупные города | 1805          |
|      | Ростов-на-Дону     | —                         | Крупнейшие города        | 1749          |
|      | Таганрог           | —                         | Большие и крупные города | 1698          |
|      | Шахты              | Александровск- Грушевский | Большие и крупные города | 1805          |

### Рязанская область
| Герб | Исторический город | Прежние названия                       | Классификация            | Год основания |
| ---- | ------------------ | -------------------------------------- | ------------------------ | ------------- |
|      | Касимов            | Городец Мещёрский, Новый Низовой Город | Малые города             | 1152          |
|      | Михайлов           | —                                      | Малые города             | 1137          |
|      | Ряжск              | —                                      | Малые города             | 1502          |
|      | Рязань             | Переяславль-Рязанский                  | Большие и крупные города | 1095          |
|      | Скопин             | —                                      | Малые города             | XII век       |
|      | Спас-Клепики       | —                                      | Малые города             | XVI век       |
|      | Спасск-Рязанский   | Спасск                                 | Малые города             | 1629          |
|      | Шацк               | —                                      | Малые города             | 1553          |

### Самарская область
| Герб | Исторический город | Прежние названия    | Классификация            | Год основания |
| ---- | ------------------ | ------------------- | ------------------------ | ------------- |
|      | Самара             | Куйбышев            | Крупнейшие города        | 1586          |
|      | Сызрань            | —                   | Большие и крупные города | 1683          |
|      | Тольятти           | Ставрополь-на-Волге | Большие и крупные города | 1737          |

### Саратовская область
| Герб | Исторический город | Прежние названия | Классификация            | Год основания |
| ---- | ------------------ | ---------------- | ------------------------ | ------------- |
|      | Аткарск            | —                | Малые города             | XVIII век     |
|      | Балаково           | —                | Большие и крупные города | 1762          |
|      | Балашов            | —                | Средние города           | XVII век      |
|      | Вольск             | —                | Средние города           | 1690          |
|      | Новоузенск         | —                | Малые города             | 1760          |
|      | Петровск           | —                | Малые города             | 1698          |
|      | Пугачев            | Николаевск       | Малые города             | 1764          |
|      | Саратов            | —                | Большие и крупные города | 1590          |
|      | Хвалынск           | —                | Малые города             | 1556          |
|      | Энгельс            | Покровск         | Большие и крупные города | 1747          |

### Свердловская область
| Герб | Исторический город | Прежние названия | Классификация            | Год основания |
| ---- | ------------------ | ---------------- | ------------------------ | ------------- |
|      | Алапаевск          | —                | Малые города             | 1639          |
|      | Верхотурье         | —                | Малые города             | 1597          |
|      | Екатеринбург       | Свердловск       | Крупнейшие города        | 1723          |
|      | Ирбит              | —                | Малые города             | 1631          |
|      | Каменск-Уральский  | —                | Большие и крупные города | 1701          |
|      | Камышлов           | —                | Малые города             | 1668          |
|      | Красноуфимск       | —                | Малые города             | 1736          |
|      | Нижний Тагил       | —                | Большие и крупные города | 1722          |
|      | Талица             | —                | Малые города             | 1732          |
|      | Туринск            | —                | Малые города             | 1600          |

### Смоленская область
| Герб | Исторический город | Прежние названия | Классификация            | Год основания |
| ---- | ------------------ | ---------------- | ------------------------ | ------------- |
|      | Велиж              | —                | Малые города             | 1536          |
|      | Вязьма             | —                | Средние города           | 1239          |
|      | Гагарин            | Гжатск           | Малые города             | 1718          |
|      | Демидов            | Поречье          | Малые города             | 1499          |
|      | Дорогобуж          | —                | Малые города             | 1150          |
|      | Духовщина          | —                | Малые города             | XVI век       |
|      | Ельня              | —                | Малые города             | 1150          |
|      | Красный            | —                | Посёлки городского типа  | 1150          |
|      | Рославль           | Ростиславль      | Средние города           | 1137          |
|      | Смоленск           | —                | Большие и крупные города | 863           |
|      | Сычёвка            | —                | Малые города             | 1488          |

### Тамбовская область
| Герб | Исторический город | Прежние названия | Классификация            | Год основания |
| ---- | ------------------ | ---------------- | ------------------------ | ------------- |
|      | Кирсанов           | —                | Малые города             | 1702          |
|      | Мичуринск          | Козлов           | Средние города           | 1635          |
|      | Моршанск           | —                | Малые города             | 1623          |
|      | Тамбов             | —                | Большие и крупные города | 1636          |

### Тверская область
| Герб | Исторический город | Прежние названия | Классификация            | Год основания |
| ---- | ------------------ | ---------------- | ------------------------ | ------------- |
|      | Бежецк             | —                | Малые города             | 1137          |
|      | Белый              | —                | Малые города             | 1359          |
|      | Весьегонск         | —                | Малые города             | 1524          |
|      | Вышний Волочёк     | —                | Средние города           | 1471          |
|      | Зубцов             | —                | Малые города             | 1216          |
|      | Калязин            | —                | Малые города             | 1434          |
|      | Кашин              | —                | Малые города             | 1238          |
|      | Красный Холм       | —                | Малые города             | 1518          |
|      | Осташков           | —                | Малые города             | XIV век       |
|      | Ржев               | —                | Средние города           | 1216          |
|      | Старица            | —                | Малые города             | 1297          |
|      | Тверь              | Калинин          | Большие и крупные города | 1135          |
|      | Торжок             | Новый Торг       | Малые города             | 1139          |
|      | Торопец            | —                | Малые города             | 1074          |

### Томская область
| Герб | Исторический город | Прежние названия | Классификация            | Год основания |
| ---- | ------------------ | ---------------- | ------------------------ | ------------- |
|      | Томск              | —                | Большие и крупные города | 1604          |

### Тульская область
| Герб | Исторический город | Прежние названия | Классификация            | Год основания |
| ---- | ------------------ | ---------------- | ------------------------ | ------------- |
|      | Алексин            | —                | Средние города           | 1236          |
|      | Белёв              | —                | Малые города             | 1147          |
|      | Богородицк         | —                | Малые города             | 1663          |
|      | Венёв              | —                | Малые города             | 1371          |
|      | Епифань            | —                | Посёлки городского типа  | 1566          |
|      | Одоев              | —                | Посёлки городского типа  | 1380          |
|      | Плавск             | —                | Малые города             | 1540          |
|      | Тула               | —                | Большие и крупные города | 1146          |
|      | Чекалин            | Лихвин           | Малые города             | 1565          |

### Тюменская область
| Герб | Исторический город | Прежние названия | Классификация            | Год основания |
| ---- | ------------------ | ---------------- | ------------------------ | ------------- |
|      | Ишим               | —                | Средние города           | 1687          |
|      | Тобольск           | —                | Средние города           | 1587          |
|      | Тюмень             | —                | Большие и крупные города | 1586          |
|      | Ялуторовск         | —                | Малые города             | 1659          |

### Ульяновская область
| Герб | Исторический город | Прежние названия   | Классификация            | Год основания |
| ---- | ------------------ | ------------------ | ------------------------ | ------------- |
|      | Димитровград       | Мелекесс           | Средние города           | 1698          |
|      | Карсун             | —                  | Посёлки городского типа  | 1647          |
|      | Сенгилей           | —                  | Малые города             | 1666          |
|      | Ульяновск          | Синбирск, Симбирск | Большие и крупные города | 1648          |
|      | Языково            | —                  | Посёлки городского типа  | 1931          |

### Челябинская область
| Герб | Исторический город | Прежние названия | Классификация            | Год основания |
| ---- | ------------------ | ---------------- | ------------------------ | ------------- |
|      | Верхнеуральск      | —                | Малые города             | 1734          |
|      | Златоуст           | —                | Большие и крупные города | 1754          |
|      | Касли              | —                | Малые города             | 1747          |
|      | Кыштым             | —                | Малые города             | 1757          |
|      | Магнитогорск       | —                | Большие и крупные города | 1929          |
|      | Миасс              | —                | Большие и крупные города | 1773          |
|      | Миньяр             | —                | Малые города             | 1771          |
|      | Троицк             | —                | Средние города           | 1743          |
|      | Челябинск          | —                | Крупнейшие города        | 1736          |

### Ярославская область
| Герб | Исторический город   | Прежние названия     | Классификация            | Год основания |
| ---- | -------------------- | -------------------- | ------------------------ | ------------- |
|      | Борисоглебский       | —                    | Посёлки городского типа  | 1363          |
|      | Гаврилов-Ям          | —                    | Малые города             | 1545          |
|      | Данилов              | —                    | Малые города             | XIII век      |
|      | Любим                | —                    | Малые города             | 1546          |
|      | Мышкин               | —                    | Малые города             | XV век        |
|      | Переславль-Залесский | —                    | Малые города             | 1152          |
|      | Пошехонье            | —                    | Малые города             | XVII век      |
|      | Ростов               | —                    | Малые города             | 862           |
|      | Рыбинск              | Щербаков, Андропов   | Большие и крупные города | 1071          |
|      | Тутаев               | Романов-Борисоглебск | Малые города             | 1370          |
|      | Углич                | —                    | Малые города             | 937           |
|      | Ярославль            | —                    | Большие и крупные города | 1010          |

### Москва
| Герб | Исторический город | Прежние названия | Классификация     | Год основания |
| ---- | ------------------ | ---------------- | ----------------- | ------------- |
|      | Москва             | Кучково          | Крупнейшие города | 1147          |

### Санкт-Петербург
| Герб | Исторический город | Прежние названия           | Классификация     | Год основания |
| ---- | ------------------ | -------------------------- | ----------------- | ------------- |
|      | Колпино            | —                          | Средние города    | 1722          |
|      | Кронштадт          | —                          | Малые города      | 1704          |
|      | Ломоносов          | Ораниенбаум                | Малые города      | 1710          |
|      | Павловск           | Слуцк                      | Малые города      | 1777          |
|      | Петергоф           | Петродворец                | Средние города    | 1709          |
|      | Пушкин             | Царское Село, Детское Село | Средние города    | 1710          |
|      | Санкт-Петербург    | Петроград, Ленинград       | Крупнейшие города | 1703          |

### Ханты-Мансийский автономный округ
| Герб | Исторический город | Прежние названия            | Классификация           | Год основания |
| ---- | ------------------ | --------------------------- | ----------------------- | ------------- |
|      | Берёзово           | Берёзовский Острог, Берёзов | Посёлки городского типа | 1593          |

### Ямало-Ненецкий автономный округ
| Герб | Исторический город | Прежние названия | Классификация | Год основания |
| ---- | ------------------ | ---------------- | ------------- | ------------- |
|      | Салехард           | Обдорск          | Малые города  | 1595          |

## В памятных монетах
В начатой в 2002 году и продолжающейся серии «Древние города России» памятных монет Центрального банка Российской Федерации в настоящее время[уточнить] значатся 34 города, несколько отличные от перечня министерства культуры 2010 года:
Азов • Белгород • Белозерск • Боровск • Брянск • Великий Новгород • Великий Устюг • Владимир • Вологда • Выборг • Галич • Гдов • Дербент • Дмитров • Дорогобуж • Елец • Казань • Калининград • Калуга • Каргополь • Касимов • Кемь • Кострома • Муром • Мценск • Нерехта • Приозерск • Псков • Ряжск • Рыбинск - Смоленск • Соликамск • Старая Русса • Торжок • Юрьевец.